# Okręg wyborczy nr 69 do Sejmu Polskiej Rzeczypospolitej Ludowej (1989–1991)
Okręg wyborczy nr 69 do Sejmu Polskiej Rzeczypospolitej Ludowej (1989–1991) obejmował Kędzierzyn-Koźle oraz gminy Baborów, Biała, Bierawa, Branice, Cisek, Głogówek, Głubczyce, Głuchołazy, Kietrz, Korfantów, Leśnica, Lubrza, Nysa, Pawłowiczki, Polska Cerekiew, Prudnik, Reńska Wieś, Ujazd, Walce i Zdzieszowice (województwo opolskie). W ówczesnym kształcie został utworzony w 1989. Wybieranych było w nim 4 posłów w systemie większościowym.
Siedzibą okręgowej komisji wyborczej był Kędzierzyn-Koźle.

## Wybory parlamentarne 1989

### Mandat nr 265 –Polska Zjednoczona Partia Robotnicza
| Kandydat | I tura | I tura | II tura | II tura |
| Kandydat | Głosów | %      | Głosów  | %       |
| --- | ------ | ------ | ------- | ------- |
| Antoni Żelazny                                                                                                 | 18 010 | 14,55  | 28 443  | 49,20   |
| Elżbieta Rutkowska                                                                                             | 17 460 | 14,10  | 18 496  | 31,99   |
| Dariusz Jorg                                                                                                   | 9086   | 7,34   | —       | —       |
| Danuta Bajak                                                                                                   | 8329   | 6,73   | —       | —       |
| Andrzej Wójcik                                                                                                 | 8032   | 6,49   | —       | —       |
| Zenon Węglarz                                                                                                  | 6866   | 5,55   | —       | —       |
| Liczba głosów ważnych: 123 819 (I tura) • 57 815 (II tura) Źródło: Państwowa Komisja Wyborcza I tura i II tura |        |        |         |         |

### Mandat nr 266 –Zjednoczone Stronnictwo Ludowe
| Kandydat | I tura | I tura | II tura | II tura |
| Kandydat | Głosów | %      | Głosów  | %       |
| --- | ------ | ------ | ------- | ------- |
| Aniela Bukała                                                                                                  | 16 397 | 13,39  | 25 975  | 44,93   |
| Stanisław Derda                                                                                                | 11 910 | 9,73   | 22 829  | 39,49   |
| Władysław Walczak                                                                                              | 10 321 | 8,43   | —       | —       |
| Marian Szymkowicz                                                                                              | 9283   | 7,58   | —       | —       |
| Stanisław Baszowiecki                                                                                          | 7586   | 6,19   | —       | —       |
| Mariusz Ruda                                                                                                   | 5615   | 4,59   | —       | —       |
| Walenty Misnankin                                                                                              | 3339   | 2,73   | —       | —       |
| Liczba głosów ważnych: 122 456 (I tura) • 57 816 (II tura) Źródło: Państwowa Komisja Wyborcza I tura i II tura |        |        |         |         |

### Mandat nr 267 –Unia Chrześcijańsko-Społeczna
| Kandydat | I tura | I tura | II tura | II tura |
| Kandydat | Głosów | %      | Głosów  | %       |
| --- | ------ | ------ | ------- | ------- |
| Tadeusz Nowacki                                                                                                | 48 565 | 35,16  | 39 299  | 65,96   |
| Andrzej Płaza                                                                                                  | 19 650 | 14,23  | —       | —       |
| Liczba głosów ważnych: 138 107 (I tura) • 59 583 (II tura) Źródło: Państwowa Komisja Wyborcza I tura i II tura |        |        |         |         |

### Mandat nr 268 – bezpartyjny
| Kandydat                                                          | Głosów  | %     |
| ----------------------------------------------------------------- | ------- | ----- |
| Stefan Kozłowski                                                  | 101 014 | 71,81 |
| Zbigniew Kubik                                                    | 24 206  | 17,21 |
| Konrad Pohl                                                       | 7555    | 5,37  |
| Liczba głosów ważnych: 140 662 Źródło: Państwowa Komisja Wyborcza |         |       |